# Lisa Braun
Lisa Braun (* 6. Januar 1983) ist eine deutsche Synchronsprecherin und Schauspielerin.

## Leben
Lisa Braun studierte Theater- und Medienwissenschaft, Romanistik und Psychologie an der Friedrich-Alexander-Universität Erlangen-Nürnberg mit dem Abschluss Magister artium und absolvierte eine Schauspielausbildung in Berlin.
Als Schauspielerin gehörten  Das Theater Erlangen und das Berliner Kriminaltheater zu ihren Stationen und sie hatte Auftritte in Serien wie Gute Zeiten, schlechte Zeiten, Alisa – Folge deinem Herzen und Frau Jordan stellt gleich. Seit 2010 ist sie als Synchronsprecherin in  Serien, Filmen und Videospielen zu hören. Mehrere Jahre war sie auch als Moderatorin beim Berliner Sender JazzRadio Berlin tätig.

## Filmografie

### Fernsehserie
- 2013, 2022: Gute Zeiten, schlechte Zeiten (4 Folgen)

### Synchronrollen (Auswahl)
Filme
- 2013: Blood-C: The Last Dark: Nana Mizuku als Saya Kisaragi
- 2018: The Package: Sadie Calvano als Sarah
- 2019: Steven Universe: Der Film: Estelle als Garnet
- 2021: Last Train to Christmas: Sophie Simnett als Jenny

Serien
- 2013: Blood C: Nana Mizuku als Saya Kisaragi
- 2014: Yu-Gi-Oh! Zexal: Megumi Han als Rio Kastle
- 2014–2021: Steven Universe: Estelle als Garnet
- 2015: The Rolling Girls: Rina Hidaka als Yukina Kosaka
- 2015: Heidi (Zeichentrickserie), Die Reise zum Großvater: Adelheid
- 2016: The Vampire Diaries: Elizabeth Blackmore als Valerie Tulle
- 2018: Vikings: Lucy Martin als Ingrid
- 2021: Inspector Barnaby: Natalie Simpson als Erika Marx
- 2021: The Quintessential Quintuplets: Kana Hanazawa als Ichika Nagano
- 2021: Departure: Florence Ordesh als Rose Tate
- 2021: Eine französische Mordsache: Blandine Bellavoir als Christine
- 2022: Navy CIS: Hawaiʻi für Laura James als Meg Carter
- 2022: Alma: Claudia Roset als Deva
- 2022: Glühendes Feuer: Tamara Mazarraza als Gaby
- 2022: Legacies: Jenny Boyd als Lizzie Saltzman (2. Stimme)
- 2023: Navy CIS für Anisha Adusumilli als Veeda Rajab
- 2023: Love to hate you: Yeo Mi-ran
- 2023: God is a bullett: January Jones als Maureen Bacon

Computerspiele
- 2017: Final Fantasy XIV: Stormblood: Fordola
- 2022: Lost Ark: Beatrice
- 2022: Horizon Forbidden West: Alva
- 2023: Forza Motorsport: Ricky